# 리스 에번스
리스 칼 에번스(Rhys Karl Evans, 1982년 1월 27일 ~ )는 잉글랜드의 전 축구 선수다. 현역 시절 포지션은 골키퍼였다.